# Simplicia Automobile Company
Simplicia Automobile Company war ein US-amerikanischer Hersteller von Automobilen.

## Unternehmensgeschichte
Charles Levy aus New Orleans in Louisiana kündigte 1910 Pläne für eine Automobilproduktion an. Er gründete das Unternehmen in Brooklyn im US-Bundesstaat New York. Seine Partner waren Stuart L. Jaffray aus New York City, James McBrian aus New Brighton in New Jersey und Simon J. Schlenker aus New Orleans. Das Startkapital betrug 2 Millionen US-Dollar. Eine Zeitung aus Wilmington in Delaware vom 21. September 1910 bestätigt die Gründung des Unternehmens.
Die Produktion von Automobilen begann. Allerdings ist unklar, wo die Fabrikation stattfand. Zwei Quellen meinen New Orleans. Es gab aber auch ein Angebot aus Adams in Massachusetts. Der Markenname lautete Simplicia. Nach 1910 verliert sich die Spur des Unternehmens.
1914 waren im Bundesstaat Connecticut noch zwei Fahrzeuge dieser Marke registriert.

## Fahrzeuge
Die Pläne beliefen sich auf einen Wagen ohne Fahrgestell. Der Ursprung soll in Frankreich liegen. Laut einem Zeitungsberichts war die Front des Motors auf eine neuartige Weise mit der Vorderachse verbunden, während Motor, Kraftübertragung und Hinterachse ebenfalls miteinander verbunden waren. Geplant waren Tourenwagen, Taxis und Lieferwagen im mittleren Preissegment.